# Belvárosi vásárcsarnok
A Belvárosi vásárcsarnok, olykor VII. számú vásárcsarnok, hivatalos nevén Belvárosi fedett vásár egy rövid ideig fennálló kereskedelmi létesítmény volt Budapest V. kerületében.

## Története
Az első nagy budapesti vásárcsarnok-építési hullám idején, az 1890-es években 6 nagyobb vásárcsarnok épült Budapest különböző részei. Ezek a Központi Vásárcsarnok, a Rákóczi téri vásárcsarnok, a Klauzál téri vásárcsarnok, a Hunyadi téri vásárcsarnok, a Hold utcai vásárcsarnok, és a Batthyány téri vásárcsarnok voltak. Már építésük idején felmerült újabb vásárcsarnokok létesítésének gondolata egyéb helyszíneken.
Ezekből végül nem lett semmi, az 1920-as évekig nem épültek újabb vásárcsarnokok Budapesten. Egyetlen kivétel ismert, ez pedig a mára már elfelejtett Belvárosi vásárcsarnok volt. Létrehívását az 1897. április 7-i interpelláció indította el, amely rámutatott, hogy Budapest Belvárosában nem épült vásárcsarnok. A 7., eredetileg IV. számúnak ajánlott, vásárcsarnok a többivel ellentétben más módon került kialakítására: az 1898. október 14-én született döntés értelmében a Budapesti városháza (korábban Károly kaszárnya) udvarán, az ottani lovarda átépítésével, és a szomszédos épületek földszinti helyiségeiben alakították ki, megnyitására 1899. augusztus 1-jén került sor. Az új létesítmény a Belvárosi Fedett Vásár nevet kapta.
Építési költsége 54.000 Korona volt, amely jóval alatta maradt a többi vásárcsarnok 700.000-1.000.000 Koronás áraihoz képest.
A csarnok alapterülete 1355 m2 volt. A 20. század elején 103 állandó árusítóhely volt, és a következő – sorsolásos módon kiválasztott – állandó árusok bérelték az épületet:
- 5 mészáros
- 4 hentes
- 20 vadárus
- baromfiárus
- pacalárus
- 6 tejárus
- 2 konzevrárus
- mézárus
- befőttárus
- káposztaárus
- 2 malomipari árus
- 8 pék
- 24 gyümölcsárus
- 24 zöldségárus
- 4 halárus
- 4 virágárus

A csarnoknak nyitott belső udvart is készítettek, ahol napi bérért igénybe vehető áruhelyekkel működtettek hagyományos piacot.
A csarnok elbontására egyes források szerint még az első világháború előtt sor került, ez azonban nem igaz: még 1945-ös jegyzékekben is szerepel. Megszűnésére ezt követően kerülhetett sor.